# (5595) Roth
(5595) Roth est un astéroïde de la ceinture principale d'astéroïdes.

## Description
(5595) Roth est un astéroïde de la ceinture principale. Il fut découvert le 5 août 1991 à l'observatoire Palomar par Henry E. Holt. Il présente une orbite caractérisée par un demi-grand axe de 2,73 UA, une excentricité de 0,16 et une inclinaison de 9,8° par rapport à l'écliptique.

## Compléments